# Ludwika Włodek
Ludwika Maria Włodek (ur. 26 grudnia 1976 w Warszawie) – polska publicystka, dziennikarka i socjolożka, zajmująca się Azją Środkową.

## Wykształcenie i kariera
Absolwentka II Liceum Ogólnokształcącego im. Stefana Batorego w Warszawie (matura 1995). W latach 1995–2001 odbyła studia magisterskie w Instytucie Stosunków Międzynarodowych WDiNP UW i podjęła studia doktoranckie w Szkole Nauk Społecznych przy IFiS PAN, gdzie w 2007 uzyskała doktorat z socjologii na podstawie rozprawy Państwo i naród w ofercie ideologicznej polityków. (Koncepcje liderów tadżyckiej sceny politycznej lat 1991–2004), przygotowanej pod kierunkiem prof. Joanny Kurczewskiej. Potem rozpoczęła pracę publicystyczną, pisując m.in. do: Gazety Wyborczej, Wysokich Obcasów, Harper’s Bazaar i Travelera i in. W 2011 podjęła pracę w Studium Europy Wschodniej Uniwersytetu Warszawskiego i rok później została tam etatową pracowniczką ze specjalizacją Azja Środkowa.
Ludwika Włodek jest prawnuczką Jarosława Iwaszkiewicza. Jej książka Pra. O rodzinie Iwaszkiewiczów była nominowana do kilku ważnych nagród, m.in. do Nagrody Historycznej Polityki 2013 w kategorii „Pamiętniki, relacje, wspomnienia”.
Dwukrotnie zamężna, z Jakubem Biernatem, następnie z Albertem Jawłowskim.

## Wybrane publikacje
Publikacje książkowe
- Pra. O rodzinie Iwaszkiewiczów, Kraków, Wydawnictwo Literackie, 2012.
- Wystarczy przejść przez rzekę. Wydawnictwo Literackie, listopad 2014. ISBN 978-83-08-05429-1. Brak numerów stron w książce
- Cztery sztandary, jeden adres. Historie ze Spisza. Wydawnictwo Literackie, 2017[9].
- Gorsze dzieci Republiki. O Algierczykach we Francji. Wydawnictwo Czarne, 2020.
- Buntowniczki z Afganistanu. Wydawnictwo W.A.B., 2022.

Artykuły
- Ludwika Włodek-Biernat. Irańscy kupcy kontra reżim. „Gazeta Wyborcza”, 17-18.7.2010. ISSN 0860-908X.brak numeru strony
- Ludwika Włodek-Biernat. Jurgów z o.o. „Gazeta Wyborcza”, s. 25, 2011-02-05. Warszawa: Agora S.A. ISSN 0860-908X.
- Ludwika Włodek-Biernat, Iranian Women. Quest for Freedom and Equality, „Polish Sociological Review” 4 (172)/2010

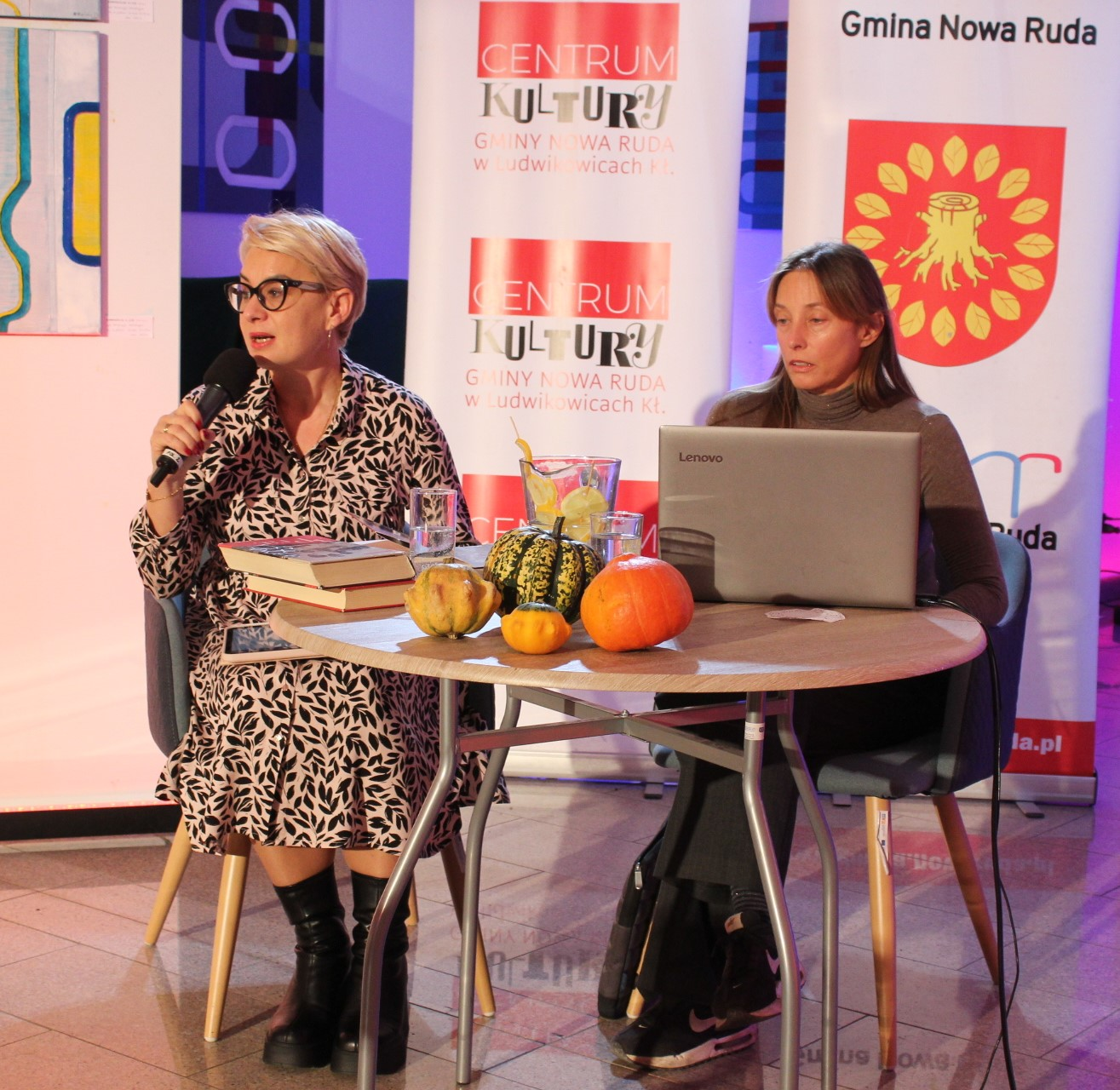
M. Kolankowska i Ludwika Włodek
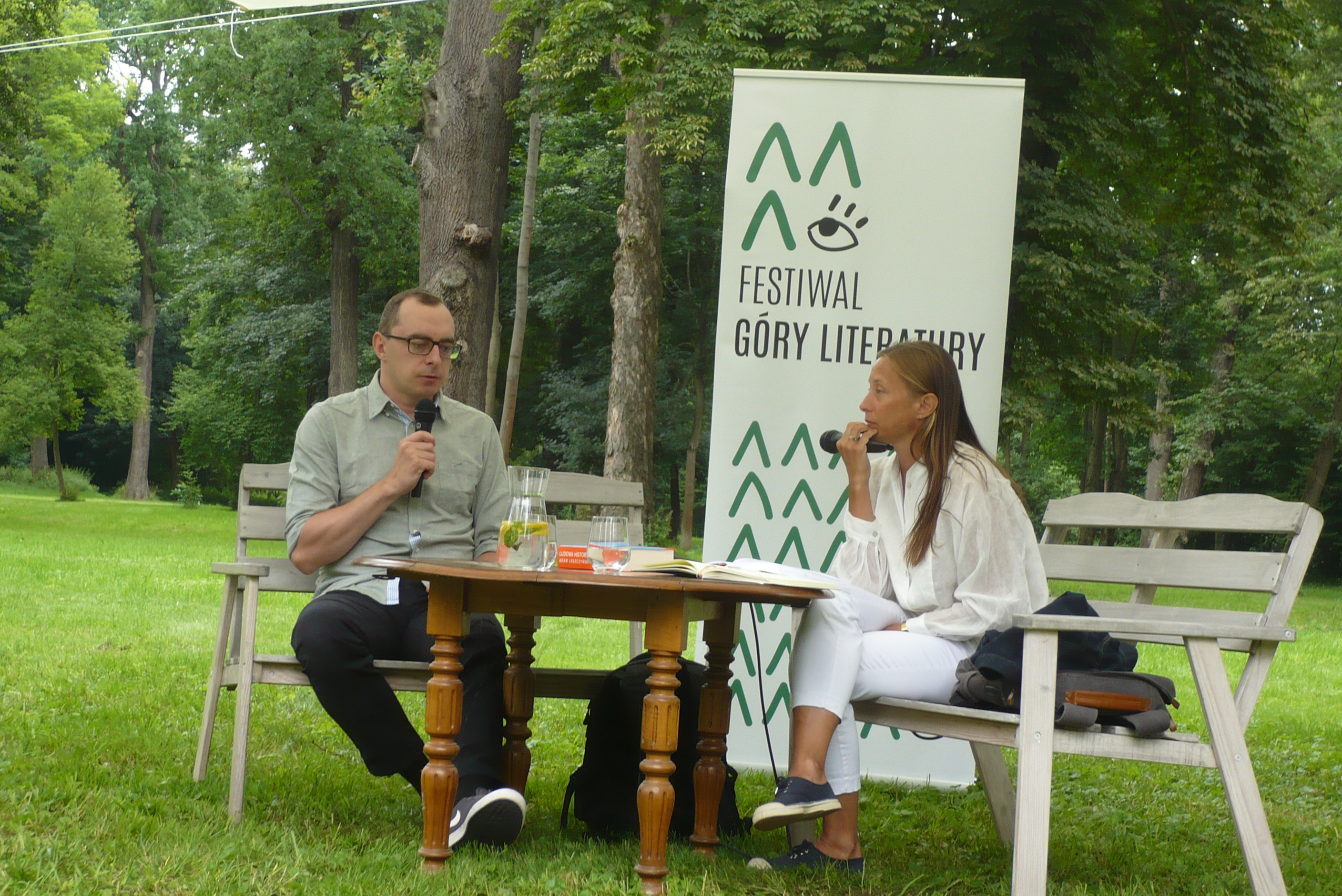
Michał Rauszer i Ludwika Włodek
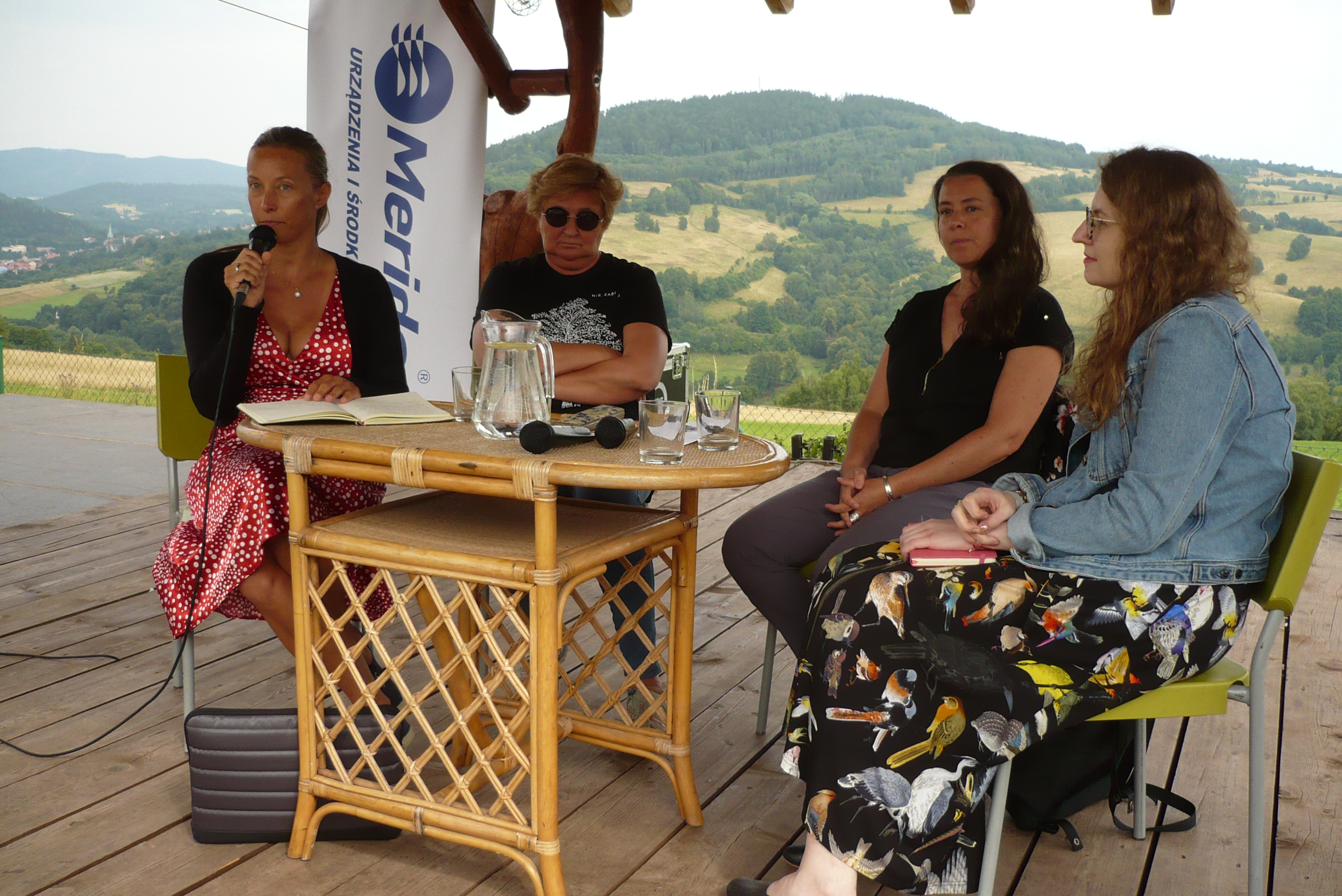
L. Włodek, M. Środa, Marta Bogdańska